# Pseudepierus gentilis
Pseudepierus gentilis är en skalbaggsart som först beskrevs av Horn 1883.  Pseudepierus gentilis ingår i släktet Pseudepierus och familjen stumpbaggar. Inga underarter finns listade i Catalogue of Life.